# Jeux olympiques de la jeunesse d'hiver
Les Jeux olympiques de la jeunesse d'hiver sont des Jeux réservés aux jeunes gens âgés de 14 à 18 ans, créés par le Comité international olympique (CIO) lors de sa 119e session, qui a eu lieu à Guatemala City du 4 au 7 juillet 2007.
Ces JOJ d'hiver ont lieu tous les 4 ans, les années des Jeux olympiques d'été. La première édition a eu lieu en 2012.

## Caractéristiques des Jeux olympiques de la jeunesse d'hiver

### Format
Les Jeux olympiques d'hiver de la jeunesse dureront environ 9 jours et réuniront 1000 athlètes âgés de 14 à 18 ans. Tous les sports du programme des Jeux olympiques d'hiver de 2010 seront inclus dans le programme sportif des JOJ d'hiver, avec cependant un nombre restreint de disciplines et d'épreuves. Les athlètes seront répartis en catégories d'âges : 14-15-16 ans et 17-18 ans par exemple. Il est également prévu d'intégrer des disciplines dites « de jeunes », et ne figurant pas au programme des Jeux olympiques.

## Éditions
| Édition | Année | Ville et pays hôte                | Date                   | Nations | Athlètes | Athlètes | Athlètes | Disciplines | Épreuves |
| Édition | Année | Ville et pays hôte                | Date                   | Nations | Total    | Hommes   | Femmes   | Disciplines | Épreuves |
| ------- | ----- | --------------------------------- | ---------------------- | ------- | -------- | -------- | -------- | ----------- | -------- |
| I       | 2012  | Innsbruck, Autriche               | 13-22 janvier          | 70      | 1059     | —        | —        | 15          | 63       |
| II      | 2016  | Lillehammer, Norvège              | 12-21 février          | 71      | 1067     | 570      | 497      | 15          | 70       |
| III     | 2020  | Lausanne, Suisse                  | 10-22 janvier          | 79      | 1880     | 940      | 940      | 16          | 81       |
| IV      | 2024  | Province du Gangwon, Corée du Sud | 19 janvier-1er février | 78      | 1803     | —        | —        | 15          | 81       |

### Autres articles
- Jeux olympiques de la jeunesse
- Jeux olympiques de la jeunesse d'été
- Comité international olympique
- Liste des codes pays du CIO
- Liste des sports olympiques